# Kresy (Tempoczów-Rędziny)
Kresy – część wsi Tempoczów-Rędziny w Polsce, położona w województwie świętokrzyskim, w powiecie kazimierskim, w gminie Skalbmierz.
W latach 1975–1998 Kresy administracyjnie należały do województwa kieleckiego.